# Кюрьер
Кюрье́р (фр. Curières, окс. Curièiras) — коммуна во Франции, находится в регионе Окситания. Департамент — Аверон. Входит в состав кантона Лагиоль. Округ коммуны — Родез.
Код INSEE коммуны — 12088.
Коммуна расположена приблизительно в 470 км к югу от Парижа, в 165 км северо-восточнее Тулузы, в 45 км к северо-востоку от Родеза.

## Население
Население коммуны на 2008 год составляло 255 человек.
| 1962 | 1968 | 1975 | 1982 | 1990 | 1999 | 2008 |
| ---- | ---- | ---- | ---- | ---- | ---- | ---- |
| 408  | 371  | 323  | 277  | 285  | 264  | 255  |

## Экономика

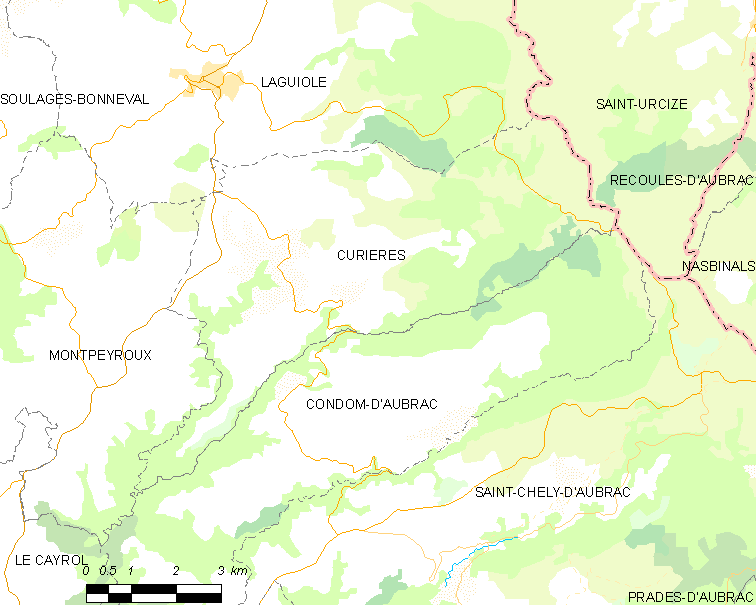
Карта коммуны

В 2007 году среди 147 человек в трудоспособном возрасте (15—64 лет) 112 были экономически активными, 35 — неактивными (показатель активности — 76,2 %, в 1999 году было 66,9 %). Из 112 активных работали 109 человек (68 мужчин и 41 женщина), безработных было 3 (1 мужчина и 2 женщины). Среди 35 неактивных 7 человек были учениками или студентами, 20 — пенсионерами, 8 были неактивными по другим причинам.

## Достопримечательности
- Замок Пюш
- Крест Руссари (XV век). Памятник истории с 1928 года[3]
- Приходская церковь, возле которой расположен крест (фр. Croix de procession) XVI века, который классифицируется как памятник истории с 1938 года[4]